# Лусиано, Элвис
Элвис Энмануэль Лусиано (исп. Elvis Enmanuel Luciano, 15 февраля 2000, Бока-Чика) — доминиканский бейсболист, питчер клуба Главной лиги бейсбола «Торонто Блю Джейс».

## Карьера
Элвис Лусиано родился 15 февраля 2000 года в Бока-Чика. В 2016 году он в статусе международного свободного агента подписал контракт с «Аризоной». В профессиональной лиге Лусиано дебютировал в 2017 году. В первом своём сезоне он сыграл шестнадцать матчей на трёх разных уровнях системы клуба, завершив год в Лиге пионеров. Суммарно на поле Элвис провёл 66 2/3 иннинга с пропускаемостью 2,84. Первую часть чемпионата 2018 года он отыграл за «Айдахо-Фоллс Чукарс». В июне «Аризона» обменяла его в «Канзас-Сити Роялс». Концовку сезона Элвис провёл в фарм-клубе «Берлингтон Роялс».
В декабре 2018 года Лусиано был выбран клубом «Торонто Блю Джейс» на драфте по правилу №5. Автоматически он получил место в основном составе на начало следующего сезона. За команду он дебютировал 31 марта 2019 года. Элвис стал самым молодым питчером в истории Блю Джейс и первым родившимся в 2000-х годах игроком Главной лиги бейсбола.